# Justin Brownlee
Justin Donta Brownlee (Tifton, 23 aprile 1988) è un cestista statunitense naturalizzato filippino, professionista nella Philippine Basketball Association con i Barangay Ginebra Kings.

## Carriera
Al college giocò dal 2009 al 2011 alla Saint John's University. 
Nel settembre del 2014 viene ingaggiato dal Basket Brescia Leonessa, di conseguenza firmando per la prima volta con un club italiano ed europeo.